# Categorificación
En matemáticas, categorificar es el proceso de reemplazar teoremas de la teoría de conjuntos por teoremas equivalentes en teoría de categorías. Para hacer una categorificación exitosa, se deben reemplazar conjuntos con categorías, funciones con funtores, y ecuaciones con isomorfismos naturales de funtores satisfaciendo propiedades adicionales.  El término categorificación (en inglés categorification) fue acuñado por Louis Crane.
El proceso inverso de categorificación es el proceso de descategorificación. Descategorificar es un proceso sistemático en el que objetos isomórfos en una categoría se identifican como iguales.  Sistemáticamente, descategorificar es un proceso directo, mientras que categorificar suele ser mucho menos directo. Por ejemplo, en la teoría de representación de álgebras de Lie, los módulos sobre álgebras concretas son los objetos principales de estudio, y existen varias maneras en las que se pueden categorificar dichos módulos; tal es el caso de la llamada categorificación abeliana (débil).
Categorificar y descategorificar no son procedimientos matemáticos precisos, sino una clase de posibles análogos.

## Ejemplos de categorificación
Una forma de categorificación es tomar una estructura descrita en términos de conjuntos e interpretar los conjuntos como clases de isomorfía de objetos en una categoría. Por ejemplo, el conjunto de números naturales puede ser visto como el conjunto de cardinales de conjuntos finitos (cualesquier dos conjuntos con la misma cardinal son isomorfos).  En este caso, operaciones en el conjunto de números naturales, como adición y multiplicación, pueden ser vistos como  el producto y coproducto de la categoría de conjuntos finitos.  De manera más intuitiva, la idea es que la manipulación de conjuntos mediante coproductos (unión dos conjuntos) o productos (producto cartesiano de dos conjuntos) nos refleja la aritmética de los números naturales. Si consideramos las clases de objetos hasta isomorfismos el coproducto refleja la suma y el producto cartesiano el producto de números naturales, así la aritmética de los números naturales es una descategorificación de la categoría de conjuntos finitos.
Otros ejemplos incluyen teorías de homología en topología. Emmy Noether dio la formulación moderna de homología como el rango de cietos grupos abelianos libres categorificando la idea de  números de Betti[./Categorificación#cite_note-FOOTNOTEBaez1998-3 [3]]. Véase también homología de Khovanov como invariante de nudos en teoría de nudos.
Un ejemplo en la teoría de grupos finitos es el anillo de funciones simétricas, éste es categorificado por la categoría de representaciones del grupo simétrico. La descategorificación mapea un módulo de Specht indexado por una partición {\displaystyle \lambda } a la función de Schur indexada por la misma partición,
{\displaystyle S^{\lambda }{\stackrel {\varphi }{\to }}s_{\lambda },}
esencialmente siguiendo el mapeo que va de los caracteres de una base del grupo de Grothendieck asociado hacia una base del anillo de funciones simétricas. Este mapa refleja cómo las estructuras son similares; por ejemplo
{\displaystyle [\mathrm {Ind} _{S_{m}\otimes S_{n}}^{S_{n+m}}(S^{\mu }\otimes S^{\nu })]\qquad {\text{ y }}\qquad s_{\mu }s_{\nu }}
tiene los mismos números de descomposición sobre sus respectivas bases, ambos dados po  los coeficientes de Littlewood@–Richardson.

## Categorificaciones Abelianas
Para una categoría {\displaystyle {\mathcal {B}}}, sea {\displaystyle K({\mathcal {B}})} el grupo de Grothendieck de {\displaystyle {\mathcal {B}}}.
Sea {\displaystyle A} un anillo que es libre como grupo abeliano, y sea {\displaystyle \mathbf {a} =\{a_{i}\}_{i\in I}} una base de {\displaystyle A} tal que la multiplicación es positiva en {\displaystyle \mathbf {a} }, i.e.
{\displaystyle a_{i}a_{j}=\sum _{k}c_{ij}^{k}a_{k},}  donde {\displaystyle c_{ij}^{k}\in \mathbb {Z} _{\geq 0}.}
Sea {\displaystyle B} un {\displaystyle A}-módulo. Entonces una categorificación abeliana (débil) {\displaystyle (A,\mathbf {a} ,B)} consta  de una categoría abeliana {\displaystyle {\mathcal {B}}}, un isomorfismo {\displaystyle \phi :K({\mathcal {B}})\to B}, y una familia de endofuntores exactos {\displaystyle F_{i}:{\mathcal {B}}\to {\mathcal {B}}} tal que
1. Cada funtor {\displaystyle F_{i}} levanta la acción de {\displaystyle a_{i}} en el módulo {\displaystyle B}, i.e.  {\displaystyle \phi [F_{i}]=a_{i}\phi }
2. Hay isomorfismos {\displaystyle F_{i}F_{j}\cong \bigoplus _{k}F_{k}^{c_{ij}^{k}},}, i.e. la composición {\displaystyle F_{i}F_{j}} se descompone como la suma directa de los funtoress {\displaystyle F_{k}} de la misma manera que el producto {\displaystyle a_{i}a_{j}} se descompone como combinación lineal de elementos {\displaystyle a_{k}} de la base.

## Otras lecturas
- Un blog subido por uno de los autores anteriores (Baez): https://golem.ph.utexas.edu/category/2008/10/what_is_categorification.html.

- Datos: Q5051825